# GP Denain 1974
De 16e editie van de wielerwedstrijd GP Denain werd gehouden op 16 april 1974. De start en finish vonden plaats in Denain in het Franse Noorderdepartement. Op het podium stonden drie Belgen, José De Cauwer, Eddy Verstraeten en Willy Teirlinck, waarvan de laatste won.

## Uitslag
| GP Denain 1974 |                    |                                |                |
| Plaats         | Naam               | Ploeg                          | tijd           |
| Winnaar        | Willy Teirlinck    | Sonolor-Gitane                 | 4 u 29 min 5 s |
| 2              | José De Cauwer     | Sonolor-Gitane                 | +30            |
| 3              | Eddy Verstraeten   | Watney-Maes                    |                |
| 4              | Daniel Verplancke  | Flandria-Carpenter-Confortluxe |                |
| 5              | Frans Van Looy     | Flandria-Carpenter-Confortluxe |                |
| 6              | Joseph Abelshausen | IJsboerke-Colner               |                |
| 7              | Lieven Malfait     | Watney-Maes                    |                |
| 8              | Frans Verhaegen    | IJsboerke-Colner               |                |
| 9              | Ludo Van Staeyen   | Watney-Maes                    |                |
| 10             | Johan De Muynck    | Brooklyn                       |                |

1959 · 1960 · 1961 · 1962 · 1963 · 1964 · 1965 · 1966 · 1967 · 1968 · 1969 · 1970 · 1971 · 1972 · 1973 · 1974 · 1975 · 1976 · 1977 · 1978 · 1979 · 1980 · 1981 · 1982 · 1983 · 1984 · 1985 · 1986 · 1987 · 1988 · 1989 · 1990 · 1991 · 1992 · 1993 · 1994 · 1995 · 1996 · 1997 · 1998 · 1999 · 2000 · 2001 · 2002 · 2003 · 2004 · 2005 · 2006 · 2007 · 2008 · 2009 · 2010 · 2011 · 2012 · 2013 · 2014 · 2015 · 2016 · 2017 · 2018 · 2019 · 2020 · 2021 · 2022 · 2023 · 2024 · 2025